# Otto Gelert
Otto Christian Lauritz Gelert (9. november 1862 i Nybøl i Sundeved – 20. marts 1899 i København) var en dansk botaniker, bror til Johannes Sophus Gelert.
Gelert var af fag farmaceut og arbejdede på forskellige apoteker, indtil han fik ansættelse som kemiker ved
Sukkerraffinaderiet (først et par år i Tangermünde ved Elben, dernæst ved Lyngby Sukkerfabrik). På grund af svigtende helbred måtte han opgive denne virksomhed og arbejdede i sine sidste leveår på Botanisk Museum i København.
Hans botaniske virkefelt ligger inden for den floristisk-systematiske botanik. Sammen med apoteker Christian Friderichsen udgav han i 1885 en oversigt over herbariemateriale for Danmarks og Slesvigs Rubi og 1887 en større afhandling om systematikken indenfor denne gruppe af polymorfe planter. 1896 udkom hans Studier over Slægten Batrachium (Botanisk Tidsskrift, I 19. bind).
Efter professor Eugen Warmings opfordring kastede Gelert sig over studiet af de arktiske blomsterplanter, om hvilke han nåede at publicere et mindre arbejde (Notes on Arctic Plants, 1, 1898, Botanisk Tidsskrift, 21. bind), men hans tidlige død (af tuberkulose) afbrød hans forskerbane. I den af C.H. Ostenfeld udgivne Flora Arctica I (1902) har Gelert bearbejdet græsser, karkryptogamerne og nogle mindre plantefamilier.